# Hương Hải
Hương Hải (1628 - 1715), tục gọi là Tổ Cầu, là một thiền sư Việt Nam ở thời Hậu Lê. Sư và thiền sư Chân Nguyên là hai người đi đầu trong công cuộc phục hưng phái thiền Trúc Lâm đã có từ thời Nhà Trần.

## Thân thế
Tổ tiên thiền sư Hương Hải ở làng Áng Độ, huyện Chân Phúc (sau đổi là Nghi Lộc, nay thuộc tỉnh Nghệ An). Ông Tổ năm đời của sư làm quan Quản chu tượng coi thợ đóng thuyền cho triều đình. Ông có hai người con trai. Con cả (không rõ họ tên) trông coi Lãng Doanh, tước Hùng quận công, quản đốc ba trăm lính thợ. Con thứ (không rõ họ tên) làm chức Phó cai quan, tước Trung lộc hầu, là ông Tổ bốn đời của sư. Khoảng niên hiệu Chính trị (1558-1571) đời vua Lê Anh Tông, Trung lộc hầu theo Đoan Quốc công Nguyễn Hoàng vào trấn Quảng Nam. Ông được Nguyễn Hoàng tin dùng nên thăng chức Chánh cai, quản lãnh các lính thợ đóng thuyền. Sau, Nguyễn Hoàng lại dâng sớ về triều kể rõ công trạng, vua Lê phong cho ông hiệu Khởi Nghĩa Kiệt Tiết Công Thần, cấp cho ba mươi mẫu ruộng và con cháu được thế tập.
Hương Hải (không rõ họ tên thật), sinh năm Mậu Thìn (1628), sống ở làng Bình An Thượng, thuộc phủ Thăng Hoa (nay thuộc tỉnh Quảng Nam). Vốn thông minh, hiếu học ngay từ thuở nhỏ, nên năm 18 tuổi, ông thi đỗ Cử nhân), được bổ vào làm Văn chức trong phủ chúa Nguyễn Phúc Lan (ở ngôi: 1635-1648).
Năm 1652, ông được bổ làm Tri phủ Triệu Phong (nay thuộc tỉnh Quảng Trị). Khi ấy, vì hâm mộ Phật pháp, ông tìm đến học đạo với Viên Cảnh, là một thiền sư Trung Hoa đang hành đạo ở Quảng Trị .

## Đạo nghiệp

### Từ quan, xuất gia tu ởĐàng Trong
Năm 1655, Hương Hải xin từ quan, rồi xin xuất gia với thiền sư Viên Cảnh, được đặt pháp danh là Huyền Cơ Thiện Giác, pháp tự là Minh Châu Hương Hải . Sau đó, sư tìm đến thiền sư Đại Thâm Viên Khoan (cũng là một vị tăng Trung Hoa) để tham học. Rồi sư cùng với một số đồ đệ dong thuyền ra Biển Đông, lập am tu trên ngọn núi Tiêm Bút La (hay Tiêm Bút, tức cù lao Chàm; nay thuộc xã đảo Tân Hiệp, thành phố Hội An, tỉnh Quảng Nam).
Sư ở đây được mấy tháng, thì gặp chướng ngại ở địa phương nên trở về quê cũ là làng Bình An Thượng, định cất am tu ở đây. Nhưng vì lời thỉnh cầu của dân chúng ở đảo Tiêm Bút La, nên sư và các đồ đệ lại trở ra đảo, và trụ trì ở đấy được 8 năm, đạo hạnh được nghe biết khắp nơi.
Theo một số tài liệu, thì trấn thủ dinh Quảng Nam khi ấy là Thuần quận công (không rõ họ tên) có vợ bị bệnh đã lâu. Nghe tiếng sư, Thuần quận công bèn sai người mời về để cầu an cho vợ, và để cho cả nhà được quy y với sư. Xong việc, sư lại trở ra đảo.
Năm 1665, Tổng thái giám Hoa Lễ hầu (không rõ họ tên) lại cho thuyền ra đảo thỉnh ông về làm đàn tràng sám hối, cầu cho hết bệnh lao mà ông mắc phải trong ba năm. Chúa Nguyễn Phúc Tần nghe tiếng sư liền cho người đi mời về phủ. Sau khi hỏi thăm và úy lạo, Chúa Nguyễn truyền lập Thiền Tĩnh Viện trên núi Quy Kính (còn có tên là núi Quy Sơn; nay thuộc xã Hoài Ân, huyện Phú Lộc, tỉnh Thừa Thiên-Huế) để sư ở tu. Quốc Thái phu nhân và ba công tử là Phúc Mỹ, Hiệp Ðức và Phúc Tộ đều đến quy y học đạo với ông. Các quan, quân lính và dân chúng các tỉnh cũng đến xin quy y có đến hơn ngàn người. Thiền Tĩnh Viện trở nên một trung tâm Phật giáo nổi tiếng ở Ðàng Trong.
Trong số những người đến quy y có Thị nội thái giám Gia quận công, là người làng Thụy Bái, thuộc huyện Gia Định (nay là Gia Bình), phủ Thuận An, trấn Kinh Bắc. Trước đây, ông đầu quân Trịnh, rồi theo vào đánh Thuận Hóa bị quân của Chúa Nguyễn Phúc Tần bắt sống, nhưng được tha và cho vào dạy học trong phủ chúa. Nhân việc ông thường đến học Phật tại Thiền Tĩnh Viện, nên có người ganh ghét tâu với chúa rằng ông và thiền sư Hương Hải đang âm mưu trốn ra Bắc. Chúa Nguyễn Phúc Tần liền sai người bắt sư và Gia quận công đem tra khảo. Tuy không có bằng chứng gì để kết tội, nhưng vì nghi ngờ nên Chúa Nguyễn đưa sư vào Quảng Nam, cách xa Thuận Hóa. Vì sự đối đãi ấy, thiền sư Hương Hải mới quyết định ra bắc.

### Bị nghi ngờ, trở ra tu ởĐàng Ngoài
Năm 1682, sư chuẩn bị một chiếc thuyền cùng khoảng 50 đệ tử vượt bể ra Đàng Ngoài. Đến trấn Nghệ An, sư vào trình diện với quan trấn thủ. Viên quan ấy liền báo về triều. Chúa Trịnh (có lẽ là Trịnh Căn mới lên thay Trịnh Tạc) bèn cho Ðường quận công (không rõ họ tên) mang thuyền vào đón hết thầy trò về Thăng Long, tạm ngụ ở công quán. Ðiều tra lý lịch của thiền sư Hương Hải xong, Chúa Trịnh cho vời sư vào triều thăm hỏi và phong cho chức Vụ sứ, đồng thời ban cho 300 quan tiền. Ngoài ra, mỗi năm triều đình còn cấp cho sư: 24 bồ thóc, 36 quan tiền, 1 tấm vải trắng. Các đồ đệ cũng được cấp phát. Sau đó, Chúa Trịnh bảo sư vẽ bản đồ hai xứ Thuận Hóa và Quảng Nam. Sư vẽ rất rõ ràng, lại được chúa thưởng tiền.
Tháng 8 năm ấy (1682), Chúa Trịnh sai người đưa thầy trò sư về ở công quán trấn Sơn Tây. Ở đó được 8 tháng, sang năm 1686, chúa Trịnh Căn đưa thầy trò sư về ngụ ở trấn Sơn Nam. Đến năm 1683, Chúa Trịnh ra lệnh cho trấn thủ trấn ấy là Lê Đình Kiên cất am tu và cấp ba mẫu đất công cho thầy trò sư. Lúc ấy, thiền sư Hương Hải đã được 56 tuổi. Đã có chỗ yên thân, nên suốt 17 năm sau đó, sư chuyên tu và sáng tác.
Năm 1700, sư rời trấn Sơn Nam về mở đạo tràng ở chùa Nguyệt Ðường (thuộc tổng An Tảo, huyện Kim Ðộng, phủ Khoái Châu; nay thuộc tỉnh Hưng Yên), cốt để phục hưng phái thiền Trúc Lâm đã có từ thời Nhà Trần. Ðệ tử xuất gia đắc pháp với sư rất nhiều, và người ở các nơi đến cầu đạo cũng rất đông. Vua Lê Dụ Tông có lần đón sư về kinh, vời vào nội điện để lập đàn cầu tự và thuyết pháp. Vua rất tôn kính sư, thường hỏi sư về phương pháp tu. Năm Giáp Ngọ (1714), chúa Trịnh Cương nhân đi kinh lý có ghé thăm chùa Nguyệt Ðường, cúng dường tiền và đề thơ ở chùa.

### Viên tịch
Năm Ất Mùi (1715) đời vua Lê Dụ Tông, sáng ngày 13 tháng 5, sau khi tắm rửa, thiền sư Hương Hải khoác y, đội mũ, đeo tràng hạt, ngồi kiết già mà tịch, thọ 88 tuổi. Trước khi mất, sư đã phó chúc lại bài kệ:
| Phiên âm Hán-Việt: Thời đương bát thập bát Hốt nhiên đăng tọa thoát Hữu lai diệc hữu khứ Vô tử diệc vô hoạt Pháp tính đẳng hư không Sắc thân như bào mạt Đông độ ly ta bà Tây phương liên ngạc pháp. | Dịch: Tuổi đương tám mươi tám Tọa thoát tự nhiên bỗng Có đến cũng có đi Không chết cũng không sống Pháp tính giống hư không Sắc thân như bọt mọn Đông độ rời ta bà Tây phương đài sen đón . |

## Tác phẩm
Theo Kiến văn tiểu lục của Lê Quý Đôn, thì thiền sư Hương Hải đã chú giải các kinh, dịch và sáng tác bằng chữ Nôm hơn ba mươi tác phẩm truyền lại cho đời. Nhiều tác phẩm của sư chưa tìm lại được. Trong số những tác phẩm của sư, có những đề mục sau đây:
- Giải Pháp Hoa kinh
- Giải Kim Cương kinh lý nghĩa
- Giải Sa di giới luật
- Giải Phật Tổ tam kinh
- Giải A Di Ðà kinh
- Giải Vô Lượng Thọ kinh
- Giải Ðịa Tạng kinh
- Giải Tâm kinh Ðại Ðiên
- Giải Tâm kinh ngũ chỉ
- Giải Chân tâm trực thuyết
- Giải Pháp bảo đàn kinh
- Quán Vô Lượng Thọ kinh quốc ngữ
- Phổ Khuyến tu hành
- Bảng điều nhất thiên
- Cơ duyên vấn đáp tịnh giải
- Sự lý dung thông, thơ, v.v...

Nhìn chung tư tưởng thiền của thiền sư Hương Hải chủ yếu chịu ảnh hưởng tư tưởng thiền của Lục tổ Huệ Năng, tức tư tưởng của kinh Kim Cang Bát Nhã và kinh Pháp Bảo Đàn. Bên cạnh đó, sư còn chịu ảnh hưởng "tịnh" và "mật" của thiền Trúc Lâm. Và cũng vì trong sư vẫn tồn tại một nhà nho, nên sư còn mang tư tưởng "Phật và Nho vốn cùng một gốc"....

## Sách tham khảo
- Nguyễn Lang (tức thiền sư Thích Nhất Hạnh), Việt Nam Phật giáo sử luận (tập 2). Nhà xuất bản Văn Học, 1992.
- Thích Thanh Từ, thiền sư Việt Nam, Thành hội Phật giáo Thành phố Hồ Chí Minh xuất bản, 1992.
- Lê Mạnh Thát, Toàn tập Minh Châu Hương Hải, Viện Nghiên cứu Phật học Việt Nam ấn hành 2000. Bản điện tử:  Lưu trữ ngày 26 tháng 1 năm 2013 tại Wayback Machine
- Thích Tâm Tuệ, Lược sử Phật giáo Việt Nam. Thành hội Phật giáo Thành phố Hồ Chí Minh xuất bản, 1993.
- Nhiều người soạn (Nguyễn Tài Thư làm chủ biên), Lịch sử Phật giáo Việt Nam. Nhà xuất bản Khoa học xã hội, 1991.
- Nguyễn Hiền Đức, Lịch sử Phật giáo Đàng Trong (trọn bộ 2 tập), Nhà xuất bản. Thành phố Hồ Chí Minh, 1995.